# BRUUT!
BRUUT! is een Nederlandse jazzband uit Amsterdam. De muziek die ze spelen omschrijven ze zelf als superjazz, enerzijds tussen jazz en rock, anderzijds geïnspireerd door de boogaloo.
In 2012 bracht BRUUT! zijn eerste gelijknamige album uit bij Dox Records. Het bracht ze als live-act op het North Sea Jazz Festival en het Tokyo Jazz Festival.

## Discografie
- BRUUT! (2012)
- "FIRE" (2013)
- "MAD PACK" (2015)
- Superjazz (2017)
- V  (2018)
- Zest (2021)
- Machine (2024)

## Trivia
BRUUT! werd in 2016 door Esquire uitgeroepen tot best geklede band van 2016.